# 倉沢淳美
倉沢 淳美（くらさわ あつみ、1967年4月20日 - ）は、日本の女優、タレント、歌手。神奈川県相模原市出身。堀越高等学校→日本女子体育短期大学保育科卒業。

## 来歴・人物
出生地は川崎市。4歳の時に川崎市から相模原市へ移る。小学生時代はサッカーをやっていた。小学5年生から中学2年までピアノを習っていたこともあり、子供の頃の将来の夢はピアノの先生か歌手だったという。子供の頃から歌うことは大好きであり、地元・相模原市の「桜まつり」で毎年歌っていたことがあった。
中学生の時に歌手のものまねが得意になり、中学1年生の時にTBS『欽也のそっくりベスト10』に予選を通過して出場、松田聖子の曲『夏の扉』を歌って79点で合格。この時に最初に所属する事務所の社長が観ていたことでスカウトされて芸能事務所に所属となり、芸能界入りする。1982年、『欽ちゃんの週刊欽曜日』（TBS）のオーディションに合格するが、同番組出演者の佐藤B作・小西博之らとのバランスを考えた上で萩本欽一の判断によりテレビ朝日の番組『欽ちゃんのどこまでやるの!』へ異動。同番組で、『萩本家3人娘』が成長していったのをきっかけに登場するユニットわらべの「かなえ」役で芸能界にデビュー。その後、ソロのアイドル歌手として『プロフィール』、『ある愛の詩』、『卒業』、『六月の花嫁』ほか計10枚のシングルをリリースした。『卒業』は、1985年に倉沢の他に尾崎豊・斉藤由貴・菊池桃子の計4人が同名異曲をシングルリリースし、大きな話題を呼んだ。卒業式シーズンになると、いわゆる“卒業ソング”が、毎年発売されるきっかけとなった。
デビュー曲『プロフィール』は、その名の通り倉沢の生年月日・身長・性格・身体的特徴などを歌詞に盛り込んでおり、16歳という年齢を盛り込んだ松本伊代のデビュー曲『センチメンタル・ジャーニー』と同様、歌手のプライバシーが盛り込まれた曲として一部で話題になった。その為NHKでは『センチメンタル〜』同様自己宣伝になるという理由で歌う事が出来ずB面の楽曲を歌った事もあった。
ソロデビュー直後の1984年4月8日午後3時45分頃、札幌市において開催されたサイン会の会場で、サイン会終了後に会場玄関にてファンの見送りと握手をしているところに、サイン会に参加していた男から突然、刃物で斬り付けられ右手首を約6cm切る傷を負った。犯人は26歳の会社員で警察の取調べに対し「『のぞみの分まで頑張る』とか言って生意気だから切った」と供述した。
萩本欽一の教えもあり、学業優先で大学に進学したが、合格記者会見時に「芸能界の仕事がだめでも食べるのに困らないように進学した」と述べて物議を醸した。
学研発行の学習雑誌で、料理コーナーの連載を持っていたことがある。
オーストラリア人のジェームス・ラングと結婚して渡豪。専業主婦のかたわら、時折わらべの再結成でテレビ出演している。2男1女（長男・長女・次男）の母でもある。
2011年8月よりドバイのパーム・アイランドに在住し、その生活ぶりが2013年6月18日『世界の日本人妻は見た!』内で放送された。2017年9月にカナダのトロント大学へ入学し、環境科学と都市計画を学ぶ長女・ケイナ（KAYNA）は、インフルエンサーとして活動。2018年8月27日発売の「週刊プレイボーイ」37号でグラビアデビューをした。現在は倉沢と同じ事務所「リバティーハウス」に所属し、今後日本でのタレント活動も活発になるという。

## 出演作品

### テレビ番組
- 欽ちゃんのどこまでやるの!（1982年 - 1985年、テレビ朝日）
- まんがなるほど物語（1986年 - 1988年、TBSテレビ） - お姉さん

### 声優
- ドラゴンロード（1985年10月19日、フジテレビ・『ゴールデン洋画劇場』） - シャーリー〈シドニー・チャン〉[8]

### 映画
- 咬みつきたい（1991年、東宝） - 三和子 役

### テレビドラマ
- 新春仕事人スペシャル 必殺忠臣蔵（1987年1月2日、朝日放送）
- さすらい刑事旅情編 第11話「九州縦断SL列車〝あそBOY〟号 火の国の女の殺意」（1988年12月28日、テレビ朝日）
- 長七郎江戸日記 第2シリーズ 第41話「妻たちの仇討」（1989年、日本テレビ）
- 水曜グランドロマン「私のピノッキオ」（1989年9月13日、日本テレビ）
- 名奉行 遠山の金さん 第3シリーズ 第15話「寛永寺炎上、危機一髪」（1990年、テレビ朝日）
- 銭形平次 第1シリーズ 第3話「花嫁の幽霊」（1991年、フジテレビ）
- ネオドラマ「子供のケンカ!」（1993年、テレビ朝日）
- 裸の大将放浪記 第63話「逃げろ逃げろ!子連れ清の子守歌」（1993年10月3日、関西テレビ）

### ラジオ番組
- るんるんナイト 松宮一彦ワオ!（1983年8月-10月、TBSラジオ） - 金曜パートナー
- NISSANミッドナイトステーション ザ・欽グルスショー（1984年4月 - 1985年9月、TBSラジオ）

### CM
- OGK ヘルメット（1986年）
- キリンレモン&キリンレモンオレンジ（1985年 - 1986年）
- 日本ガス協会
- シャープ MZ-1500
- 花王 コルゲート

### ビデオ
恋人たちの条件(ワーナーパイオニアから１９９２年に発売されたレーザーディスク収録によるカラオケ劇場シリーズの４作目。内容はテレサ・テンの曲をテーマに制作されたオリジナルドラマ。香港でロケがおこなわれ、倉沢は主人公を演じ、特警ウインスペクターの主演で知られる山下優が倉沢の恋人役を演じた。)

## ディスコグラフィ

### シングル
- 全てワーナー・パイオニアからリリース。

| #  | 発売日          | A/B面 | タイトル                         | 作詞       | 作曲       | 編曲       | 規格品番 |
| -- | --------------- | ----- | -------------------------------- | ---------- | ---------- | ---------- | -------- |
| 1  | 1984年 3月21日  | A面   | プロフィール                     | 売野雅勇   | 井上大輔   | 井上大輔   | L-1680   |
| 1  | 1984年 3月21日  | B面   | 内気なくらい優しくどうぞ         | 売野雅勇   | 井上大輔   | 井上大輔   | L-1680   |
| 2  | 1984年 7月11日  | A面   | ある愛の詩                       | 康珍化     | 馬飼野康二 | 馬飼野康二 | L-1681   |
| 2  | 1984年 7月11日  | B面   | 7月11日現在                      | 森雪之丞   | 森雪之丞   | 大谷和夫   | L-1681   |
| 3  | 1984年 10月25日 | A面   | 危険な夢                         | 売野雅勇   | 和泉常寛   | 瀬尾一三   | L-1682   |
| 3  | 1984年 10月25日 | B面   | ヒ・ン・ト                       | 神田ヒロミ | 水沢朱里   | 入江純     | L-1682   |
| 4  | 1985年 2月14日  | A面   | 卒業                             | 売野雅勇   | 林哲司     | 萩田光雄   | L-1698   |
| 4  | 1985年 2月14日  | B面   | 4月になれば                      | 売野雅勇   | 林哲司     | 萩田光雄   | L-1698   |
| 5  | 1985年 5月29日  | A面   | 六月の花嫁                       | 森雪之丞   | 吉田拓郎   | 武部聡志   | L-1706   |
| 5  | 1985年 5月29日  | B面   | 鏡の中の少女                     | 森雪之丞   | 吉田拓郎   | 武部聡志   | L-1706   |
| 6  | 1985年 8月28日  | A面   | 女の子・秋・色とりどり           | ありそのみ | いけたけし | 瀬尾一三   | L-1713   |
| 6  | 1985年 8月28日  | B面   | 乙女の祈り                       | 戸沢暢美   | いけたけし | 瀬尾一三   | L-1713   |
| 7  | 1986年 6月10日  | A面   | 優しくてもサヨナラ               | ありそのみ | いけたけし | 寺田十三夫 | L-1740   |
| 7  | 1986年 6月10日  | B面   | どんな時でも…                    | ありそのみ | いけたけし | 寺田十三夫 | L-1740   |
| 8  | 1986年 9月10日  | A面   | 忍ぶれど                         | 芹沢類     | 羽田一郎   | 若草恵     | L-1770   |
| 8  | 1986年 9月10日  | B面   | 宛先〜ジュテームにボンジュール〜 | 栃内淳     | 漢那眞昭   | 若草恵     | L-1770   |
| 9  | 1987年 4月25日  | A面   | 元気ですか                       | 田口俊     | 和泉常寛   | 戸塚修     | L-1782   |
| 9  | 1987年 4月25日  | B面   | 絶対好きと云うために             | 安井かずみ | 加藤和彦   | 新川博     | L-1782   |
| 10 | 1987年 9月25日  | A面   | センチメンタル・ミニ・ロマンス   | 吉元由美   | 和泉常寛   | 新川博     | L-1794   |
| 10 | 1987年 9月25日  | B面   | ピンクな瞳でタッチダウン         | 吉元由美   | 和泉常寛   | 新川博     | L-1794   |

### 企画シングル盤
| 枚                                | 発売日                            | タイトル                          | 収録曲 |
| ワーナー・パイオニア / リプリーズ | ワーナー・パイオニア / リプリーズ | ワーナー・パイオニア / リプリーズ | ワーナー・パイオニア / リプリーズ |
| --------------------------------- | --------------------------------- | --------------------------------- | --- |
| 1st                               | 1984年12月12日                    | 倉沢淳美セット Hearty And Gift    | ピクチャー・レコード 1. プロフィール 作詞：売野雅勇 作曲：井上大輔 編曲：井上大輔 2. ある愛の詩 作詞：康珍化 作曲：馬飼野康二 編曲：馬飼野康二 カラーレコード 1. 危険な夢 作詞：売野雅勇 作曲：和泉常寛 編曲：瀬尾一三 2. ARIGATOOそしてSAYONARA 作詞：秋元康 作曲：萩田光雄 編曲：萩田光雄 |

### アルバム

#### ベストアルバム
| 枚                                | 発売日                            | タイトル                                          |
| ワーナー・パイオニア / リプリーズ | ワーナー・パイオニア / リプリーズ | ワーナー・パイオニア / リプリーズ                 |
| --------------------------------- | --------------------------------- | ------------------------------------------------- |
| 1st                               | 1985年12月21日                    | SWEET ANGEL ATSUMI BEST                           |
| 1st                               | 2008年3月19日                     | シングル・コレクション 〜スゥィート・エンジェル〜 |

### ビデオ
| 枚                   | 発売日               | タイトル                   |
| ワーナー・パイオニア | ワーナー・パイオニア | ワーナー・パイオニア       |
| -------------------- | -------------------- | -------------------------- |
| 1st                  | 1985年3月25日        | ATSUMI 01便 ほほえみがえし |

### タイアップ曲
| 楽曲                           | タイアップ                                    |
| ------------------------------ | --------------------------------------------- |
| 六月の花嫁                     | キリンレモン・オレンジ キャンペーンソング     |
| 優しくてもサヨナラ             | TBS系『まんがなるほど物語』エンディングテーマ |
| どんな時でも…                  | TBS系『まんがなるほど物語』オープニングテーマ |
| 元気ですか?                    | TBS系『まんがなるほど物語』エンディングテーマ |
| センチメンタル・ミニ・ロマンス | TBS系『まんがなるほど物語』オープニングテーマ |
| ピンクな瞳でタッチダウン       | TBS系『まんがなるほど物語』エンディングテーマ |